# Malus rivularis
Malus rivularis là loài thực vật có hoa trong họ Hoa hồng. Loài này được (Douglas) M. Roem. mô tả khoa học đầu tiên năm 1847.